# Пресвітер

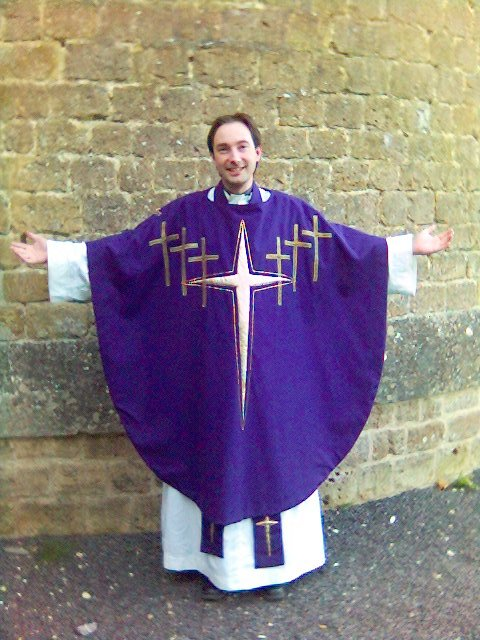
Вигляд англіканського пресвітера (священника)

Геральдична форма для гербу католицького пресвітера

Пресві́тер (грец. πρεσβύτερος, лат. presbyter «старійшина») — голова релігійної громади християн, здебільшого пресвітерами називають священнослужителів протестантських церков. У православній і католицькій церквах — священник (ієрей). У кальвіністів Англії, Нідерландів; у пресвітеріанській деномінації протестантів та в більшості протестантських деномінацій — виборний керівник релігійної громади, частіше називається як «пастор».
Відповідно до теологічної науки (догматика), це священнослужитель другого ступеня святого Таїнства Священства з трьох можливих (диякон, пресвітер, єпископ) в ієрархії Церкви. Ця назва використовується поряд з функцією священнодійства «ієрей» та загальновживаним для всіх трьох ступенів св. Тайни Священства. Пресвітер може самостійно служити, безпосередньо підпорядковується єпископові, виконує всі його канонічні розпорядження.

### Історія
З I століття виникає інститут пресвітерів у релігійних громадах, вони здійснюють богослужіння, освячують паству і відають організацією та господарським життям громади. Вони обиралися віруючими та рукопокладалися святими Апостолами через обряд в Священство, керували єпископами. У перших християн при живих Апостолах вони були старші над єпископами (наглядачів дисципліни). Після смерті Апостолів поступово з II ст. н. д., володіючи фінансовими ресурсами, відокремлюються від них єпископи. І на здійснення богослужіння пресвітерам необхідно було отримувати дозвіл від єпископів, уділяти святі Таїнства (крім Священства). У сан пресвітера може бути рукоположений виключно диякон.
У Київській Русі з X ст. пресвітери в основному були вихідцями з Візантії. Після формування духовних навчальних закладів зросла кількість священиків русинів, сучасної національності українців і білорусів (хрещення предків росіян відбулося на 200 років пізніше завдяки місії з Київської Русі). Ще у IV ст. для прийняття сану пресвітера встановили віковий ценз 30 років. Але через випадки гонінь на християн (вбивства священиків) віковий ценз зменшили.
Для отримання права бути пресвітером кандидат проходить іспит у єпископа на священницьку гідність, завершує повну церковну освіту, проходить медкомісію, отримує рекомендації (характеристики) від кліриків, благословення батька і матері (для одружених — дозвіл від дружини). Після чого єпископ здійснює над кандидатом обряд рукоположення в сан пресвітера, який отримує канонічну Грамоту приписки до храму, Служебник і відповідні до його сану ризи.